# Gelae fish
Gelae fish — вид жуків родини лейодідів (Leiodidae). Описаний у 2005 році.

## Поширення
Поширений в Центральній Америці. Трапляється на півдні Мексики, Гондурасі, Коста-Риці та Панамі.

## Назва
Назва виду є зразком ентомологічного гумору, оскільки Gelae fish перекладається з англійської як «желейна риба». У пояснені до назви автори таксона написали, що видова назва fish є «химерним розташуванням літер, яке вимовляється як англійське слово „fish“»

## Оригінальна стаття
- Miller, K. B. & Q. D. Wheeler. (2005) Two new genera of Agathidiini from the Nearctic and Neotropical regions (Coleoptera: Leiodidae).: Coleopterists Bulletin, 58 (4): 466—487. — via Catalogue of Life